# Трільбі (роман)
«Трільбі» (англ. Trilby) — роман британського письменника та художника Джорджа дю Мор'є, виданий 1894 року.
Одразу після видання цей роман, фантастичний за змістом, став бестселером у Великій Британії та США. В Англії одне за одним вийшли  сім видань, у Сполучених Штатах за кілька місяців було надруковано понад сто тисяч примірників цього роману. Ім'ям головної героїні, співачки Трільбі, було названо містечко у штаті Флорида, а також різновид капелюха типу «федора». За мотивами роману «Трільбі» створені численні кінофільми, театральні постановки та музичні твори. В той же час образ головного героя, юдея-гіпнотизера Свенгалі, часто використовувався в антисемітській пропаганді.

## Сюжет
Троє друзів-художників, англійці Теффі Вінн, Біллі Багот та Сенді Макалістер живуть у Парижі, де винаймають майстерню в Латинському кварталі. Тут їх часто відвідують їхні знайомі музиканти Свенгалі та Гекко, а також молода співачка Трільбі О'Фіррел. Свенгалі відрізняється огидними зовнішністю та характером, але також надзвичайними музичними здібностями, за що троє друзів приймають його до свого кола. Трільбі подобається усім трьом друзям, але особливо близькою вона стає з Біллі. Він пристрасно закоханий у неї, й вона відповідає йому взаємністю.  Річ у тім, що в минулому вона заробляла на життя як натурщиця для живописців та позувала їм оголеною, й через це вважає себе знеславленою та не може стати дружиною джентльмена. Навіть у шлюбі з ним вона почуватиметься нещасливою та недостойною свого чоловіка, — так пояснює їй ситуацію мати Біллі, яка навідує дівчину, дізнавшись про можливе одруження сина. Засмучена Трільбі обіцяє більше ніколи з ним не бачитися. Після цього Трільбі полишає Париж, також повертаються до Англії, у свій рідний Девоншир, й Біллі з матір'ю. Двоє друзів, що лишилися в Парижі, почуваються покинутими, бо навіть Свенгалі десь зникає. Врешті вони, кожен окремо, вирушають у подорож, щоб побачити нові країни. 
Проходить п'ять років. Троє друзів знов зустрічаються, цього разу у Лондоні. Біллі Багот тепер відомий та успішний художник, в нього своя майстерня у центрі міста. Скоро вони дізнаються про виступи співачки, яка володіє надзвичайним музичними талантом та чарівним голосом, відомої під псевдонімом Ла Свенгалі. Зацікавившись, молоді люди за описами впізнають свою давню подругу Трільбі. Але таку тотожність вони вважають неможливою, бо Трільбі хоча й володіла красивим голосом, проте геть не мала музичного слуху. Тому, дізнавшись про гастролі Ла Свенгалі в Парижі, всі троє вирушають туди. Вони дійсно бачать на сцені дівчину, яку кохав Біллі. Тим більш загадковим стає для них перевтілення Трільбі О'Фіррел у славнозвісну співачку Ла Свенгалі. Вони не знають, що це стало можливим завдяки гіпнозу, даром якого володіє Свенгалі. Перед кожним концертом він вводить співачку у стан трансу, перетворюючи її тим самим на дивовижний музичний інструмент, з якого він викликає звуки геніального співу. Після виступу Трільбі нічого не пам'ятає. Під владою Свенгалі дівчина перетворюється на його слухняну маріонетку, яка виконує всі його накази та бажання. Правда розкривається під час одного з концертів. Раптово захворівши, Свенгалі не може виконувати обов'язки диригента, й займає місце в одній з лож. На концерті також присутні троє друзів, з якими Свенгалі деякий час тому посварився, ревнуючи Трільбі до Біллі. Свенгалі раптово помирає від серцевого нападу, разом з його смертю закінчується й його чарівна влада над Трільбі, концерт закінчується скандалом. Дівчина приходить до тями й не може зрозуміти, що відбувається. Троє друзів забирають її зі сцени. Трільбі хворіє, їй стає все гірше. Її доглядають Марта, тітка Свенгалі, та мати Біллі. Одного разу дівчині до рук потрапляє фотокартка Свенгалі. Побачивши його, Трільбі знову входить у стан трансу й починає співати так само чудово як колись. Але це її лебедина пісня: доспівавши її до кінця, Трільбі втрачає свідомість та помирає. Біллі також ненадовго пережив кохану.

## Екранізації

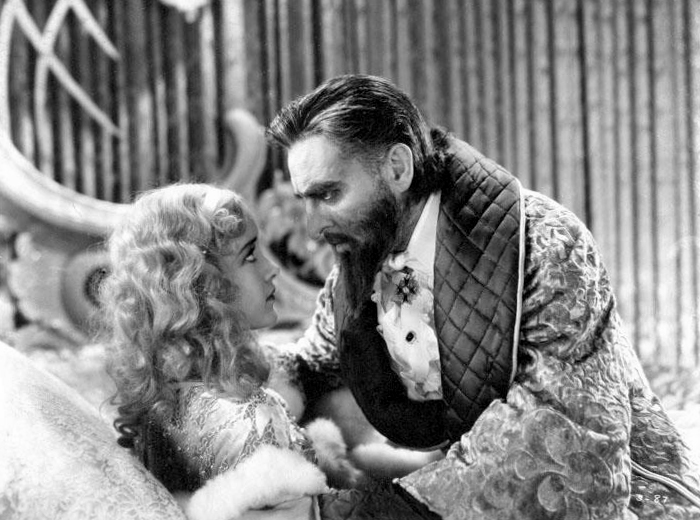
Свенгалі (Джон Беррімор) і Трільбі (Мериен Марш) в фільмі «Свенгалі» (1931)

- Трільбі (1914), британський фільм режисера Гарольда М. Шоу, у ролях Герберт Бірбом Трі і Віва Біркетт.
- Трільбі (1915), американський фільм режисера Моріса Турнера,ту ролях Вілтон Лакайє і Клара Кімболл Янг.
- Трільбі (1923), американський фільм, у ролях Крейгтон Гейл і Андре Лафайєт.
- Свенгалі (1927), німецький фільм, режисер Пауль Вегенер.
- Свенгалі (1931), американський фільм, у ролях Джон Беррімор і Меріен Марш.
- Свенгалі (1954), британський фільм з Дональдом Вольфітом.
- Свенгалі (1983), американський телефільм, у ролях Пітер О'Тул і Джоді Фостер.